# Julio Puga Borne
Julio Puga Borne de Sterling(Chillán, 7 de octubre de 1864-Chillán, 1949) fue un abogado y político chileno, miembro del Partido Liberal (PL).

## Familia y estudios
Hijo de Federico Puga Vidaurre y Vitalia (o Nieves) Borne de Sterling Puga.Cursó las humanidades en el Instituto Nacional y en el Liceo de Valparaíso. Luego, continuó los estudios superiores en la carrera de leyes en la Universidad de Chile, titulándose de abogado en 1891.
Ejerció poco su profesión, dedicándose al cultivo de la tierra y específicamente a la viticultura y vinificación.
Se casó con Lucía Fisher Rubio, con quien tuvo seis hijos: Lucía, Álvaro, Violeta, Eugenio, José Ruperto y Adriana.

## Carrera laboral
Se inició en la vida pública como oficial del Ministerio de Justicia e Instrucción Pública, para después trabajar en el área de Estadística.
En 1884, durante la Exposición Nacional, fueron publicados en el Boletín de la Sociedad de Fomento Fabril (Sofofa), dos trabajos suyos: Recopilación de leyes, decretos y reglamentos sobre caza y pesca y Proyecto de ordenanza de caza y pesca, los cuales fueron premiados con el primer lugar y una medalla de oro por el jurado respectivo. Estos trabajos fueron aprovechados por el gobierno para dictar disposiciones referentes a la caza de lobos marinos y a la pesca de choros y otros mariscos.
En 1885 formó parte del personal de la Oficina de Estadística, realizó y publicó el censo general de ese año.
Por otra parte, fue profesor de gramática en el Instituto Nacional. Además fue miembro de las comisiones universitarias examinadoras en los ramos de historia. Fungió como secretario general de la Exposición Nacional de 1888 y fue el único representante de Chile en la Exposición Universal de París de 1889.
En 1928 publicó un juicio crítico sobre el texto de Economía política publicado ese año por Raúl Simón; demostrando el dominio en esas materias y la competencia en la cátedra que desempeñó. En julio de 1930 fue nombrado profesor de hacienda pública, reemplazó a Julio Philippi.
Fue nombrado Caballero de la Legión de Honor de Francia y Comendador de Número de la Real Orden de Isabel la Católica de España y fue miembro Correspondiente del Instituto de la Orden de los abogados brasileños.

## Carrera política
Políticamente miembro del Partido Liberal (PL), fue intendente de las provincias de Valdivia, en 1896 y Aconcagua en 1900. Fue designado como elector del presidente Federico Errázuriz Echaurren, por la provincia de Tarapacá.
Ingresó a la Cámara de Diputados por primera vez, elegido en las elecciones parlamentarias de 1903, como diputado por Yungay y Bulnes, por el periodo 1903-1906; fue segundo vicepresidente de la Cámara, desde el 14 de octubre de 1903 hasta el 14 de octubre de 1905. Fue miembro de la Comisión Permanente de Policía Interior.
En las elecciones parlamentarias de 1906, fue reelegido como diputado por el periodo 1906-1909, por la misma agrupación; fue primer vicepresidente de la Cámara; miembro de la Comisión Permanente de Guerra y Marina, fue también su presidente; además de la Comisión Permanente de Policía Interior.
En las elecciones parlamentarias de 1912, volvió a ser elegido diputado, por el periodo 1912-1915, por la agrupación de Bulnes y Yungay; fue primer vicepresidente de la Cámara, desde el 3 de junio de 1912; y miembro de la Comisión Permanente de Relaciones Exteriores y Colonización.
Por su actividad parlamentaria y su preparación se hizo notar como presidente de las Comisiones Especiales de Instrucción Primaria y la del Ferrocarril Longitudinal.